# Pseudolarentia monostriata
Pseudolarentia monostriata là một loài bướm đêm trong họ Geometridae.